# جوليو إيسيدرو
جوليو إيسيدرو (بالبرتغالية: Júlio Isidro‏) هو مقدم تلفزيوني برتغالي، ولد في 5 يناير 1945 في لشبونة في البرتغال.

## وصلات خارجية
- جوليو إيسيدرو على موقع IMDb (الإنجليزية)
- جوليو إيسيدرو على موقع قاعدة بيانات الفيلم (الإنجليزية)